# 화명역 (한국철도공사)
화명역(Hwamyeong station, 華明驛)은 부산광역시 북구 학사로에 있는 경부선의 철도역이다. 1999년 3월 10일에 신호장으로 영업을 개시하였다. 현재 하루 19회(상행 10회, 하행 9회)의 무궁화호 열차가 정차하고 있다.

## 역사
- 1999년 3월 10일 : 신호장으로 영업 개시
- 2001년 12월 15일 : 여객 정차 개시[1]
- 2004년 4월 1일 : 보통역으로 승격
- 2004년 12월 15일 : 새마을호 열차 정차 개시
- 2010년 11월 1일 : 새마을호 열차 무정차 통과

## 역 구조
2면 5선의 혼합식 승강장으로 운용되며, 중간 2선은 통과선이다.

### 승강장
| ↑물금       |
| \| ２ \| １ |
| 구포↓       |

| 1 | 경부선 | 무궁화호 | 구포 · 사상 · 부산 · 부전 방면                   |
|   | 경부선 | 통과선   |                                                  |
| 2 | 경부선 | 무궁화호 | 서울 · 수원 · 마산 · 진주 · 목포 · 광주송정 방면 |

## 역 주변
- ● 부산 도시철도 2호선 화명역

## 인접한 역
| 경부선                   | 경부선                 | 경부선                   |
| ------------------------ | ---------------------- | ------------------------ |
| 물금 서울 방면 목포 방면 | 무궁화호 경부선 경전선 | 구포 부산 방면 부전 방면 |